# 5067 Occidental
5067 Occidental è un asteroide della fascia principale. Scoperto nel 1990, presenta un'orbita caratterizzata da un semiasse maggiore pari a 2,8031225 au e da un'eccentricità di 0,0766794, inclinata di 7,38290° rispetto all'eclittica.
L'asteroide è dedicato all'istituto Occidental College di Los Angeles.